# Шеки снима, пази се
Шеки снима, пази се је југословенски филм први пут приказан 31. марта 1962. године. Режирао га је Маријан Вајда а сценарио је написао Драгутин Добричанин.

## Радња
Група младића наговора мајстора Жику, лимара, да финансира снимање њиховог филма. Мајстор Жика пристане под условом да филм режира његов љубимац, фудбалер Шеки. Шеки сматра да је снимање филма иста ствар као и фудбалска утакмица, услед чега долази до низа сукоба у филмској екипи. Коначно, филм је завршен и послат на престижни фестивал, где га очекује изненађујући пријем...

## Улоге
| Глумац                   | Улога                    |
| ------------------------ | ------------------------ |
| Драгослав Шекуларац      | Шеки                     |
| Александар Стојковић     | Жика (као Аца Стојковић) |
| Лола Новаковић           | Примадона                |
| Павле Минчић             | Фотограф                 |
| Зоран Лонгиновић         | Тон мајстор              |
| Фахро Коњхоџић           | Редитељ                  |
| Оља Грастић              | Клаперка                 |
| Бранимир Тори Јанковић   | (као Бранимир Јанковић)  |
| Деана Радишић            |                          |
| Слободан Стојановић      |                          |
| Љубомир Петровић         |                          |
| Слободан Колаковић       |                          |
| Јован Јанићијевић Бурдуш | (као Јован Јанићијевић)  |
| Зоран Стојиљковић        |                          |
| Звонко Шпишић            | Певач                    |

Остале улоге  ▼
| Глумац               | Улога                  |
| -------------------- | ---------------------- |
| Тереза Кесовија      |                        |
| Ирена Киш            |                        |
| Риста Ковачевић      |                        |
| Небојша Кунић        | (као Седморица младих) |
| Јован Радовановић    | (као Седморица младих) |
| Зарије Раковић       | (као Седморица младих) |
| Љубиша Стошић        | (као Седморица младих) |
| Бранислав Тодоровић  | (као Седморица младих) |
| Милутин Васовић      | (као Седморица младих) |
| Небојша Данчевић     | (као Седморица младих) |
| Ивица Крајач         | (као Квартет 4М)       |
| Миро Унгар           | (као Квартет 4М)       |
| Бранко Марушић       | (као Квартет 4М)       |
| Жељко Ружић          | (као Квартет 4М)       |
| Душан Крцун Ђорђевић | Службеник 1            |
| Миодраг Гавриловић   | Службеник 2            |

## Музичке нумере
|   | Извођач          | Назив песме         |   | Извођач         | Назив песме             |
| 1 | Лола Новаковић   | Ти ниси дошао       | 6 | Звонко Шпишић   | Ча-Ча-Ча, А Ча Ћу Му Ја |
| 2 | Дует Хани        | У пола два          | 7 | Тереза Кесовија | Балуни                  |
| 3 | Лола Новаковић   | Ко-ко-ко-да         | 8 | Квартет 4М      | Бембаша                 |
| 4 | Седморица младих | Четири коња дебела  | 9 | Квартет 4М      | Шеки-Твист              |
| 5 | Лола Новаковић   | Не остављај ме саму |   |                 |                         |